# Cuadrilla Nueva, Chilapa de Álvarez
Cuadrilla Nueva är en ort i Mexiko.   Den ligger i kommunen Chilapa de Álvarez och delstaten Guerrero, i den södra delen av landet, 210 km söder om huvudstaden Mexico City. Cuadrilla Nueva ligger 1 572 meter över havet och antalet invånare är 776.
Terrängen runt Cuadrilla Nueva är kuperad, och sluttar österut. Runt Cuadrilla Nueva är det ganska glesbefolkat, med 42 invånare per kvadratkilometer. Närmaste större samhälle är Chilapa de Alvarez, 4,5 km öster om Cuadrilla Nueva. Omgivningarna runt Cuadrilla Nueva är en mosaik av jordbruksmark och naturlig växtlighet.